# Edmond Hall
Edmond Hall (15 de mayo de 1901 – 11 de febrero de 1967) fue un clarinetista y líder de banda de jazz estadounidense.
Durante sus años de carrera, Hall trabajó con muchos músicos importantes, y es conocido por la canción "Profoundly Blue" de 1941, que es considerada como un clásico del jazz anterior a la Segunda Guerra Mundial.

## Biografía

### Primeros años
Ed Hall nació en Reserve, Louisiana, aproximadamente 40 millas al oeste de Nueva Orleans en el río Mississippi proviniendo junto con sus hermanos de una familia interesada por la música. Sus padres, Edward Blainey Hall y Caroline Duhe, tuvieron ocho hijos: Priscilla (1893), Moretta (1895), Viola (1897), Robert (1899), Edmond (1901), Clarence (1903), Edward (1905) y Herbert (1907).
Su padre, Edward, tocaba el clarinete en la "Onward Brass Band", y sus tíos también eran músicos: Jules Duhe tocaba el trombón, Lawrence Duhe el clarinete y Edmond Duhe la guitarra. Los hermanos Hall, Robert, Edmond y Herbert todos eran clarinetistas, pero antes de escoger el clarinete, Edmond tomaba clases de guitarra con su tío Edmond Duhe. Cuando Ed Hall finalmente escogió el clarinete, «podía tocarlo en menos de una semana. Empezó el lunes y el sábado ya lo tocaba», declaró su hermano Herb en una entrevista con Manfred Selchow, quien en 1988 escribió una biografía de Edmond Hall de 640 páginas, Profoundly Blue.
Ed Hall trabajó ayudando en una granja pero en 1919 se cansó de lo pesado que era, y a pesar de la preocupación de sus padres por encontrar un trabajo decente como músico, se dirigió a Nueva Orleans. La primera banda en la que tocó fue con Bud Rousell. También tocó con Jack Carey (trombón) y el cornetista de blus Chris Kelley.

### Inicios de su carrera y música
La primera gran oportunidad de Hall llegó en 1920 cuando fue a bailar al "Economy Hall". El legendario Buddy Petit estaba tocando. «Cuando entré, fue una revelación», dijo Hall. El clarinetista de Petit se había ido justo unos días antes, y el sábado siguiente Ed Hall estaba sentado con la banda de Petit sustituyéndolo. En 1922 Ed Hall dejó a Petit.
Llegando a Florida, Pensacola, se unió a la banda de Lee Collin. En 1923 formó parte de la banda de Mack Thomas y a partir de ahí fue a tocar con los "Pensacola Jazzers", donde conoció al trompetista Charles Williams, más conocido como Cootie Williams. Después tocó con Shields "Eagle Eye". Junto con Cootie Williams, dejó a Shields y se unió a la banda de Alonzo Ross "Alonzo Ross DeLuxe Syncopators" en 1927. En 1928 el pianista Arthur "Happy" Ford formó un nuevo grupo y enseguida contrató a Hall y a Williams.

### En Nueva York
En 1929 Hall regresó a Nueva York, donde se unió a la banda de Charlie Skeet, pero pronto regresó a tocar con Claude Hopkins. Bajo el mando de Hopkins, la banda se hizo muy popular y en 1930 los llamaron para tocar en el "Savoy Ballroom" "El salón de baile más fino del mundo", un gran paso para Hall. A finales de 1935 Hall abandonó la banda por problemas personales con el líder.
En 1936 se unió a la banda de Billy Hicks "Sizzling Six". Hall quien desde 1922 tocaba el saxofón alto y barítono, finalmente se dedicó de tiempo completo al clarinete y empezó a grabar con las "grandes estrellas". El 15 de junio de 1937, en Nueva York, tuvo su primera sesión de grabación con Billie Holiday. Dentro de los integrantes formaba parte Lester Young en el saxofón tenor.
Hall formó parte de la banda de Hicks hasta 1939, cuando no encontraba ningún trabajo que le interesara, fue al Café Society donde se unió a la banda de Joe Sullivan a finales de 1937. Mientras tocaba con Sullivan, Hall tenía diferentes fechas para grabar con distintas bandas y músicos.
Barney Josephson, el dueño del Café Society del centro y del norte, era fan de Hall y después de que Sullivan se fue a tocar solo al "Nick's", Hall se convirtió en el "clarinetista de la casa". Todas las bandas que iban a tocar tenían que contratar a Hall, porque de no hacerlo no se les permitía tocar.
En 1940 Henry "Red" Allen fue a tocar al Café Society y Hall pasó a formar parte de la banda. Hall tocó en el Café durante 9 años mientras tocaba y grababa en otros lugares junto a Bud Freeman, Teddy Wilson, Charlie Christian, Henry "Red" Allen, J.C. Higginbotham, Art Tatum, Big Joe Turner, Hot Lips Page, Zutty Singleton, Meade Lux Lewis, Big Sid Catlett, Josh White, Ida Cox, Coleman Hawkins, Helen Ward, Vic Dickenson, Sidney de Paris, Wild Bill Davison, Eddie Heywood, Roy Eldridge y Jack Teagarden. El jueves 5 de febrero de 1941 fue un día especial en la carrera de Hall, ya que por primera vez fue líder nominal de una sesión de grabación.

### Edmond Hall y Teddy Wilson
A finales de 1941, Hall dejó a Allen y se juntó con Teddy Wilson, él también tocó en el Café Society. Durante este tiempo, el estilo de Hall cambió. Su admiración por Benny Goodman y Artie Shaw lo incitó a mejorar su técnica. Hall intentó el Sistema Boehm pero por muy poco tiempo y volvió al Sistema Albert, que no dejó hasta su muerte.
Muchos de sus discos bajo su nombre y como líder de banda, aparecieron durante ese periodo de tiempo como Edmond Hall's Blue Note Jazzmen, Edmond Hall Sextet, The Edmond Hall Celeste Quartet, Edmond Hall's Star Quintet, Ed Hall and the Big City Jazzmen y Edmond Hall's Swingtet. Las sesiones de grabación siempre tuvieron lugar entre sus horas de trabajo en el café Society.
Hall se había vuelto famoso entre los músicos y críticos y era frecuentemente invitado a Nueva York a conciertos en el Town Hall dirigidos por Eddie Condon.

### Edmond Hall se convierte en líder
En 1944, Teddy Wilson abandonó a su sexteto, que era muy popular, para formar un trío (según Wilson).
Hall y los miembros de su banda no se rindieron y se quedaron en el Café Society. Barney Josephson, el dueño, pidió a Hall que hiciera una banda por su parte. A sus 43 años y después de 25 de estar en el negocio de la música, se convirtió en un líder de banda en julio de 1944.
El sexteto de Hall tuvo éxito. Hicieron más grabaciones con las discográficas Commodore Records y Blue Note.
Mientras tenía éxito en el Café Society, Hall tenía conciertos en el Town Hall y después volvió a la sucursal del norte donde tenía el mismo éxito.
La banda de Hall también tocaría para las tropas durante la Segunda Guerra Mundial.
En 1945 en una encuesta de Esquire, Hall fue votado como el segundo mejor clarinetista, siendo el primero Benny Goodman a quien admiraba y era su ejemplo a seguir.
En 1946 cuando seguía en el Café Society del norte, Hall y su banda aparecían en el programa de radio "WHN Gloom Dodger" dos veces a la semana.

### Con Louis Armstrong en el Carnegie Hall
A principios de 1947, la presentación de Louis Armstrong en el famoso Carnegie Hall de Nueva York, fue anunciada. Edmond Hall y su pequeño grupo fueron escogidos para acompañar a Armstrong durante la mitad de su programa y la otra mitad fue interpretada por Armstrong y su banda. Después de este concierto, Armstrong abandonó a su Big Band y creó una banda pequeña "All Stars" en la cual, en 1955 Hall formó parte.
A mediados de 1940 "Bop" forzó a Barney Josephson a que trajera nueva gente. En junio de 1947 Hall dejó el Café Society.
En septiembre de 1947 se unió a "All Star Stompers" junto con Wild Bill Davison, Ralph Sutton y Baby Dodds. Mientras, el trabajo en el viejo Café Society era malo y Barney Josephson volvió a llamar a Edmond Hall para que volviera. Hall volvió con una nueva banda. A pesar de los esfuerzos, el trabajo en el Café Society del norte empeoraba y Barney Josephson lo cerró definitivamente en diciembre de 1947.
Además de grabar en el Carnegie Hall con Armstrong, las grabaciones de estudio de septiembre a diciembre de 1947 (principalmente con Punch Miller y su banda) fueron sus últimas hasta 1950. Después de que el Café Society del norte cerró, Hall y su banda regresaron al del centro, sin embargo en junio de 1948, la banda de Hall fue reemplazada por la de Dave Martin Trio.
En el otoño de 1948, Hall trabajó en el Savoy Café en Boston, tocando con miembros de la banda de Bob Wilber, quien se había ido de gira por Europa. Durante este tiempo, Hall aceptó trabajos fuera de Boston junto con el pianista George Wein. Steve Conolly del Savoy Cafe, pidió a Hall que trajese a su banda para reemplazar a Bob Wilber. La banda de Hall "Edmond Hall All Stars" empezó a tocar en el Savoy el 4 de abril de 1949. La banda fue considerada como "La mejor banda que Boston ha tenido".
Hall se fue del Savoy a principio de marzo de 1950 para regresar a Nueva York. Tocó en clubes y festivales, incluyendo un trabajo que tenía en San Francisco. Esto cambió otra vez cuando el 3 de agosto de 1950, Eddie Condon le habló a Hall en San Francisco para pedirle que formara parte de su banda en el Club de Eddie Condon.
Hall se quedó con Condon. Mientras trabajaba en otros proyectos, por ejemplo el "Annual Steamboat Ball" en junio de 1951 y las sesiones para las emisiones de "Dr.-Jazz" durante 1952. La banda de Condon era popular en el club y grabó numerosas sesiones durante el compromiso de Hall con Condon.
En noviembre de 1952, Hall participó en un concierto especial "Hot Versus Cool". El jazz de Nueva Orleans en contra de Bop. Los músicos de Nueva Orleans eran: Jimmy McPartland, Vic Dickenson, Hall, Dick Cary, Jack Lesberg y George Wettling. Por el otro lado estaban: Dizzy Gillespie, Max Roach, Al McKibbon, Ray Abrams, Don Elliott - El disco formó parte de los cinco principales en Down Beat. Durante 1954, Hall tocó con muchos otros músicos como Vic Dickenson, Ralph Sutton, Mel Powell, Jack Teagarden y Jimmy McPartland, y produjo más grabaciones para dicografías como Storyville, Decca y Columbia.

### Edmond Hall en All Stars
A finales de 1955, Hall deja a Condon por ser un invitado en el show de Teddy Wilson. Después fue con Louis Armstrong para reemplazar a Barney Bigard. AL trabajar con Armstrong implicó uno de los momentos más importantes de su carrera.
En octubre de 1955 la banda viajó a Europa, dando inicio a su tour de tres meses, en Suecia.
Fue un tour exitoso.
Todos sus shows estuvieron agotados e hicieron uno extra en Estocolmo, Suecia para todos aquellos que no los pudieron ver en el primero. De regreso en EUA, el éxito de la banda fue alabado por Felix Blair del New York Times al escribir "El arma secreta de América es una nota triste con acordes menores".
En febrero de 1956, el grupo se mudó a Los Ángeles, California, para filmar la película High Society junto con Grace Kelly y Bing Crosby.
Después de pocos conciertos en EUA, la banda tuvo otro compromiso en Austrualia, el cual también tuvo éxito.
En julio de 1956, en la revista australiana Quarterly Rag (Vol. 1, Nº.4) se publicó un extenso artículo sobre Hall.
Otro artículo por parte de "Music Maker" (Sidney) en mayo de 1956 escribió lo siguiente:
"... como solista, Hall era impresionante, interpretó "You Made Me Love You" y el encore "Sweet Georgia Brown", los cuales hicieron que el público pidiera más". El siguiente concierto fue en Gran Bretaña en mayo de 1956 pero no tuvo tanto éxito debido a la acústica del Empress Hall. Sin embargo, antes de que Hall fuera alabado nuevamente en tres artículos (The Observer, Manchester Guardian y Jazz Journal) debido a su interpretación tan única y excepcional, y ser nombrado el único que brilló pese a la mala acústica del lugar. Directo desde Inglaterra, "The All Stars" volaron directamente a Ghana, África para su primera presentación. Fueron recogidos del aeropuerto por 12 hombres y 110 mil personas asistieron a su primer concierto.
El 14 de julio de 1956, la banda tocó con la Filarmónica de Nueva York bajo la dirección de Leonard Bernstein. El gran final del evento consistió en Bernstein conduciendo a la orquesta en el estadio en un arreglo de "Saint Louis Blues" por parte de Alfredo Antonini, la cual duró aproximadamente 12 minutos, cambiando entre los All starts y la orquesta. El evento fue llevado a cabo en el Estadio Lewisohn en Nueva York, al cual asistieron 21 mil personas.
El evento fue filmado para ser parte del documental Satchmo The Great. Producido y narrado por Edward R. Murrow, contiene muchos videos de los All Stars con Edmond Hall cuando estaban en Europa y Ghana.
Al día siguiente, los All Stars aparecieron en The Ed Sullivan Show, antes de que se fueran al medio oriente a tocar en el Festival Ravina en el "Highland Park" con una multitud de 136816 personas. El siguiente concierto fue en agosto de 1956, junto con otros músicos famosos para el beneficio de Norman Granz en el Hollywood Bowl. La taquilla del evento vendió 32 mil dólares. Más conciertos fueron programados y noches sin dormir les siguieron. El 8 de diciembre de 1956, los All Stars fueron a grabar a Decca el disco "Satchmo - A MUSICAL AUTOBIOGRAPHY".
El 6 de febrero de 1957 realizaron otro tour con 60 paradas a través de EUA. Mientras tocaban en Knoxville Tennessee el 26 de febrero de 1957, alguien lanzó dinamita en una reja y explotó a cien yardas del edificio municipal en donde la banda tocaba. Armstrong calmó al público diciendo: "Todo está bien amigos, es solo el teléfono" y continuó tocando.
El 27 de octubre de 1957, los All Stars se dirigieron a Sudáfrica, donde fueron bienvenidos por una multitud de fanes en el aeropuerto. Hall se convirtió en el favorito de los fanes, fue invitado a grabar con una banda local y lo nombraron "miembro honorable" del "Hot Club De Buenos Aires".

### Ed Hall deja a los All Stars
Aproximadamente en el 25 de junio de 1958 dejó de ser parte de los All Stars. Se había cansado de tocar el mismo set de canciones en cada tocada y del horario tan estresante que Armstrong manejaba.
Después de dejar a los All Stars, él y su esposa Winnie, viajaron a California para unas largas vacaciones. Durante sus vacaciones, practicó mucho, tratando de que Louis estuviera fuera de su sistema. Después de su viaje, se encontró con viejos amigos: Ralph Sutton, Eddie Condon y Teddy Wilson, con quienes tocó en agosto o septiembre de 1958 en el "Embers" de Nueva York. Más compromisos llegaban por medio de viejos amigos como Henry "Red" Allen, y J.C. Higginbotham. Hall fue contratado para tocar en Canadá como invitado especial y tocar con bandas locales, en Cairo y Toronto. Las críticas de los conciertos alababan a Hall. De regreso a Chicago, tocó en el "JAZZ Ltd" por seis semanas, anunciado como "El gran e incomparable clarinetista de Louis Armstrong".
Después de Chicago, en diciembre de 1958, Hall regresó al estudio para grabar "Petit Fleur" con su sexteto, incluyendo viejos amigos del Café Society y al trombonista Vic Dickenson. Se hicieron más grabaciones para realizar un disco, el cual incluía cuerdas.

### Edmond Hall regresa a Ghana

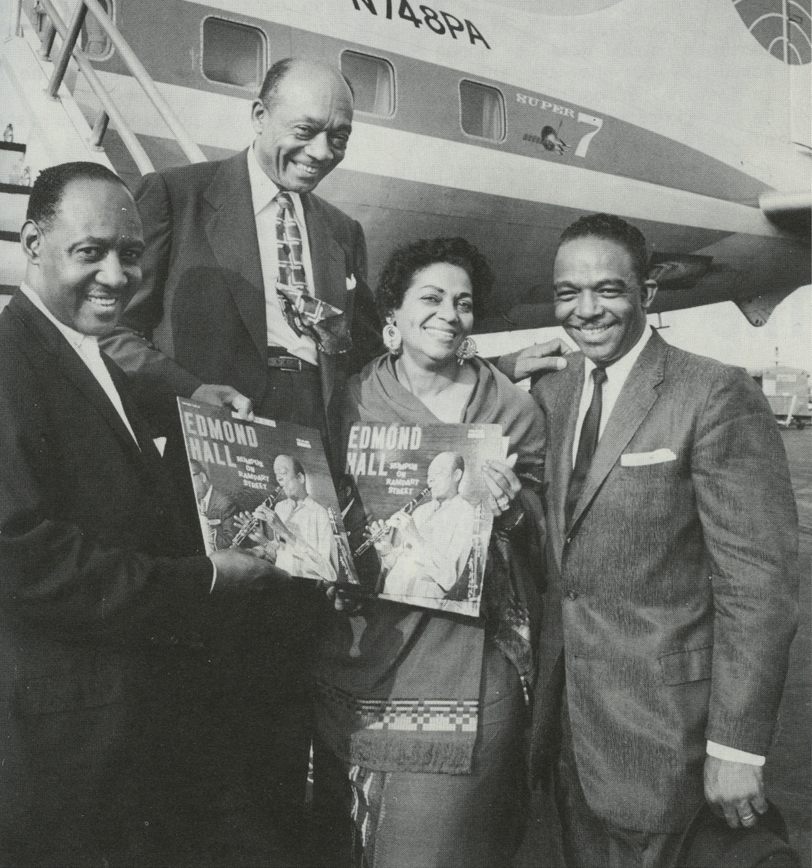

Hall decidió regresar a Ghana al ser impresionado por su belleza, clima, atmósfera y gente amigable. Un lugar en donde casi no existía la discriminación racial, algo por lo que Hall había pasado en su propio país. Su objetivo era quedarse ahí y abrir una escuela de música. El 7 de marzo de 1959, Ed y su esposa dejaron Nueva York para realizar un viaje exploratorio. El 27 de marzo del mismo año, regresaron a EUA y decidieron mudarse a Ghana para el siguiente otoño.
De regreso a EUA, Hall fue invitado a participar en el "Festival South Shore de Jazz" en Milton, Massachusetts. Hall tocaría a partir de esa vez, cada año hasta su muerte. El 25 y 26 de junio de 1959. Ed Hall regresó al estudio de grabación para grabar "Rumpus on Rampart Street" junto con su orquesta.
En octubre de 1959, los Halls se dirigieron a Ghana. La estadía fue de poca duración. Lo que empezó siento emocionante, terminó siendo una decepción. Hall no tuvo estudiantes para enseñarles ya que no tenían disciplina y muy poco interés, lo cual llevó a la quiebra del proyecto.
El 17 de diciembre de 1959, los Halls llegaron a Inglaterra para pasar las vacaciones con amigos.
El 27 de diciembre de 1959, de regreso a Nueva York. Tocando los fines de semana y ocasionalmente en el "Condon Hall", regresó a Toronto, Canadá del 15 al 20 de febrero de 1960. El segundo Festival Shore de Jazz anual, fue el 7 de abril de 1960.
El 28 de mayo de 1960 fue invitado por el gobierno de República Checa, para presentarse como estrella invitada en la banda de Gustav Brom para realizar una gira por Hungría y Checoslovaquia. El compromiso de 3 meses tuvo éxito, 15 mil personas pidieron autógrafos, se asomaban al backstage

### En Dinamarca y Alemania
En 1961, Hall viajó a Dinamarca, llegando a Copenhague el 27 de febrero. Se unió a "Papa Bue's Viking Jazz Band" como invitado especial. Hall y la banda se fueron de tour a Alemania por 5 a 6 días, tocando en "Sportpalast" en Berlín. El 14 de marzo de 1961, Edmond Hall llegó a Stuttgart para una sesión de grabación durante una emisión de radio. El 16 o 17 de marzo del mismo año, Hall regresó a Dinamarca para tocar con un grupo de músicos jóvenes llamados "Cardinals" y otras bandas hasta su regreso a EUA a principios de abril.
Después de formar una nueva banda "Hall-American-Jazz-Stars", tocó en el nuevo "Condon's" de Nueva York. Asistió mucha gente y la mayoría eran músicos y actores. El compromiso solo iba a durar 4 semanas pero debido al éxito, se extendió hasta el verano del mismo año.
Se suponía que Hall iba a regresar con la banda "Papa Bue's" para ir de tour a Alemania, incluso había firmado un contrato a pesar de desconocer la popularidad que iba a tener, sin embargo, no cumplió y terminó yéndose de tour con Yves Montand por Canadá y EUA. Esto se debió a que Montand le ofreció un salario que no podía negar. El tour duró 5 meses. Durante el tour, Hall hizo otra sesión de grabación en febrero junto con Leonard Gaskin. Después del tour, regresó a grabar otra sesión con el quinteto de Marlowe Morris, antes de regresar a "Condon´s"
En abril de 1961, Hall tocó en el "Cuarto concierto anual de Milton Jazz" junto con Doc Cheatham. Cuando seguía en Condon's, le ofrecieron la oportunidad de ir a Toronto y se fue. Ahí, P. Scott de el "Globe and mail", escribió: "Él (Edmond Hall) va a cumplir 61 años en dos semanas y es el músico de jazz más dinámico en nuestros tiempos". -P. Scott en "Globe and Mail" 05/05/1962.
De regreso al "Condon's", Hall fue invitado para grabar con "The Dukes of Dixiland". En noviembre de 1962, Hall regresó a Europa para ir de tour con Chris Barber, grabar y tocar en Inglaterra, Alemania y Suiza. La banda tocó para 13 mil personas en sus primeros tres conciertos en Alemania, en donde el tour empezó. De regreso a casam HAll aceptó trabajos ocasionales, tocando esporádicamente en el "Condon's"
Hall creó un cuarteto con el que abrió en "Condon's" el 18 de febrero de 1963. El compromiso duró hasta octubre del mismo año. EL trabajo en "Condon's" fue interrumpido por pequeños descansos para ir a trabajos fuera de la ciudad. Hall tocaba en festivales como invitado especial y también en conciertos para beneficencias. La banda de Hall continuó tocando hasta 1964. El 26 de abril de 1963, para el quinto "Concierto anual de Milton Jazz", Edmond Hall, su amigo Vic Dickenson y Bobby Hackett se presentaron. El 14 o 15 de septiembre de 1963, Hall fue invitado a tocar en la "Fiesta de Jazz de Dick Gibson en Colorado" y a partir de esta, fue invitado a todas las siguientes fiestas anuales. Hall y su cuarteto tocaron en "Conolly's Star Dust Room" en Roxbury Massachusetts hasta diciembre del mismo año.
Para 1964, Edmond Hall y su esposa se mudaron de Nueva York a Cambridge, Massachusetts para siempre. Su carrera en la música cambió dramáticamente. La escasez de trabajos en EUA, hizo que Hall considerara hacer otro tour en Europa, contactando a Gustav Brom con quien tocó en Checoslovaquia en 1960. Hall apareció otra vez con su amigo trombonista Vic Dickenson y Buck Clayton en el "Sexto concierto anual de Jazz South Shore de Dick Scmidt". En julio de 1964, Hall fue invitado a tocar en el festival de jazz de Newport para abrir la noche de "Los mejores momentos del jazz". El concierto tuvo éxito tanto financial como dentro de la música.

### Sus últimos años
Geroge Wein juntó a distintas bandas, Hall como invitado especial con Dukes de Dixiland (Barrett Deems en la batería) empezaron un tour por Japón desde el 10-10 de julio de 1964. De regreso a Nueva York, Ed Hall se unió a la banda de Jimmy McPartland por unas cuantas semanas para tocar en "The Strollers". En ese mismo mes, Hall tocó en el Carnegie Hall para el concierto "Salute to Eddie Condon". El concierto atrajo a mil personas y tuvo éxito. Hall continuó participando en festivales de jazz (junto con su amigo Vic Dickenson). Tocó en la segundo "Fiesta de Jazz de Dick Gibson en Colorado". Un buen amigo de los Halls, el cirujano Dr. O. A. Fulcher estaba en la fiesta y le ofreció a Hall un trabajo de cuatro semanas en Odessa, Texas, lo que después de convirtió en la "Fiesta de Jazz de Odessa". Hall tocó con un viejo amigo Ralph Sutton. La fiesta se extendió durante todo el invierno hasta marzo.
El séptimo festival de jazz anual South Shore en Milton" fue el 24 de abril de 1965. Hall y Wild Bill Davison, quienes ya habían tocado en diversas situaciones, se presentaron. Hall tocó en más festivales y en un concierto en Toronto, Canadá que duró desde el 22 de noviembre hasta el 19 de diciembre de 1965.
En invierno de 1965/66 Hall tocó en el restaurante Monticello durante 3-4 meses con algunas noches sin dormir. El trabajo en el restaurante era una prueba de que su popularidad iba decreciendo. A veces tocaba enfrente de una pequeña audiencia y en otras ocasiones sin audiencia alguna. Entre menos trabajos tenía, Edmond Hall aceptaba tocar por 50 dólares por el simple hecho de tocar pero su esposa no lo dejaba si no era mínimo entre 70 y 75 dólares. Para esta época, Hall estaba casi retirado de la música y visitaba un pub llamado "Bovi's Tavern", para unirse a la banda local que tocaba Tomasso & his Jewels of Dixiland. De acuerdo a Tomasso, ellos nunca sabían los días en los que Hall iba a visitarlos y según Hall lo hizo durante seis meses sin ningún contrato ni salario, solo para tocar. El 29 de abril de 1966, se realizó el "Octavo concierto anual de jazz South Shore" con Hall y Doc Cheatham como las estrellas. En junio de 1966 tocó en la "Academia de bateristas" y en la universidad de Princeton. Consiguió otros cuantos trabajos pequeños hasta que se volvió a presentar en el festival anual de jazz en Newport en el "Lewisohn Stadium", en septiembre de 1966, seguido de otra fiesta de Gibson, tocó en el festival de jazz en Aspen, Colorado, junto con otros grandes músicos como Teddy Wilson, Bud Freeman, Cutty Cutshall a.o.
Un gran cambio sucedió en noviembre de 1966, cuando se planeó realizar otro tour por Europa. Hall iba a tocar con la banda de Alan Elsdon durante todo el tour, el cual empezó en Inglaterra el 2 de noviembre. El 21 de noviembre, Hall viajó a Hamburgo para encontrarse con la Papa Bue's Viking Jazzband y tocar en Alemania, Dinamarca y Suecia. Después del tour en Secia, Hall regresó a Dinamarca para grabar con la discografía "Storyville" en el estudio "Rosenberg" de Copenhague. Estas grabaciones fueron las últimas que Edmond Hall realizó en un estudio.

### Últimos conciertos
Hall regresó a casa para Navidad. En enero de 1967, tuvo otro compromiso muy importante "El concierto del aniversario número 30 de John Hammonds-Spirituals to Swing " que se llevó a cabo en el Carnegie Hall de Nueva York. Hall fue invitado por formar parte en algún momento de su vida de la banda del Café Society, la cual se presentó en ese concierto. El siguiente concierto importante fue el segundo festival anual del Boston Globe el 21 de enero de ese mismo año.
El 3 de febrero de 1967, Hall tocó en "Governor Dummer Academy" con la banda de George Poor, junto con Bobby Hackett como invitados especiales. El concierto fue grabado y se encuentra disponible en CD como "El último concierto de Edmond Hall". El jueves 12 de febrero de 1967 a las 11 a.m., Edmond Hall murió. Había quitado la nieve de su acera que se encontraba enfrente de su coche. Después de que entró al coche, se encontró a un lado de la carretera tirado; murió de un paro cardíaco. Edmond Hall tenía 65 años.

### Vida privada
En abril de 1922, mientras tocaba en la banda de Buddy Petit, Ed Hall se casó con una chica de 17 años, Octavia Stewart en Reserva. Hall tenía 20. El matrimonio se debió a la llegada de su hijo, Elton Edmond Hall, quien nació el 20 de julio de 1922 pero murió al año siguiente, el 3 de diciembre.
El 12 de mayo de 1938, Hall se casó con su segunda esposa, Winnie. Winnifred Henry venía de Cambridge Massachusetts. Ed la conoció cuando tocaba en la banda de Hopkins tres a los antes, en el "Ruggles Hall" de Boston. Ellos nunca tuvieron hijos.
Ed Hall estaba siempre practicando el clarinete, incluso en sus días libres.
Winnie a veces lo acompañaba en sus viajes. Tenía amigos en Inglaterra a los que visitaban seguido.
Durante su carrera, a mediado de 1950, Hall como muchos otros, fue discriminado racialmente.
En 1951 mientras tocaba en "Condo's", un equipo de grabación de cine quiso que Hall tocara la música de una película pero al final fue reemplazado por Pee Wee Russell. Hall se opuso y Condon y otros músicos lo apoyaron. La compañía hizo dos versiones pero al final, la versión de Hall fue la que se usó. Era común que Hall fuera parado por la policía por la manera en la que estacionaba su coche, algo que a los demás no les decían. Él y su esposa fueron negados en un hotel en un viaje que hicieron a la costa, esto hizo que se quedaran toda la noche en su Jaguar.
En 1952, Hall, Buzzy Drootin y Ralph Sutton aparecieron como el trío de Ralph Sutton Trio en Saint Louis, en donde tocaron "Encore Lounge" por muchas semanas. Ellos eran el único trío de blancos y negros.
Ed Hall era conocido como un hombre amable, reservado y modesto. Hall compuso 38 canciones y las más importantes las realizó en 1940 durante su trayectoria en el Café Society.
Los Halls vivieron una vida sencilla, pero Edmond y su esposa gastaban en coches lujosos.